# Herman Schmid
Herman Schmid (* 31. Dezember 1939 in Malmö, Schweden; † 25. Oktober 2021) war ein in Dänemark lebender schwedischer Soziologe, Friedensforscher und Politiker.

## Leben
Schmid engagierte sich seit den frühen 1960er Jahren in der Friedensbewegung (anfangs in Skåne) und war Mitglied des Sozialdemokratischen Studierendenverbandes. Wegen Kriegsdienstverweigerung wurde er dreimal inhaftiert. Ende der 1960er Jahre war er Mitarbeiter der Soziologischen Abteilung der Universität Lund sowie des Institute for Peace and Conflict Research in Hellerup, Dänemark. Mit seinem Kollegen Lars Dencik gehörte er zu den Wortführern der Kritischen Friedensforschung, die sich von eher regierungsnahen Friedensforschern abgrenzte. Er wurde Rektor der 1984 unter seiner Mitwirkung gegründeten Volkshochschule Bona in Motala. Zeitweise war er Vorsitzender des Dänischen Soziologenverbandes. Danach war er Lektor an der Universität Roskilde. In den Jahren 1999 bis 2004 war er Abgeordneter des Europaparlaments für die schwedische Vänsterpartiet (Linkspartei). Im Jahr 2006 klagte Schmid gemeinsam mit vier weiteren schwedischen Staatsbürgern vor dem Europäischen Gerichtshof für Menschenrechte gegen den schwedischen Staat, dessen Verteidigungsministerium in den 1960er und 1970er Jahren Dossiers über diese und weitere Angehörige der Friedensbewegung und anderer Gruppierungen der politischen Linken angefertigt hatte.

## Schriften
- Friedensforschung und Politik, in: Kritische Friedensforschung, hrsg. v. Dieter Senghaas, 1971, S. 25–54 (biographische Angaben ebd. S. 424)